# Les Poilus de la revanche
 (juillet 2025).
Pour plus de détails, voir Fiche technique et Distribution.

Les Poilus de la revanche est un film muet français réalisé par Léonce Perret et sorti en 1916.

## Fiche technique
- Réalisation : Léonce Perret
- Scénariste : Léonce Perret
- Chef-opérateur : Georges Specht
- Société de production : Société des Établissements L. Gaumont
- Pays de production : France
- Format : Muet - Noir et blanc
- Genre :   Film de guerre
- Date de sortie : 
  - France : 14 janvier 1916

## Distribution
- Paul Manson
- Fabienne Fabrèges
- Georges Flateau
- Mario Nasthasio